# سفرهای شگفت‌انگیز
سفرهای شگفت‌انگیز (انگلیسی: Voyages extraordinaires) یا سفرهای فوق‌العاده، عنوان دنباله‌دار ۵۴ رمان از نویسندهٔ نامدار و شهیر فرانسه، ژول ورن می‌باشد که در اصل بین سال‌های ۱۸۶۳ تا ۱۹۰۵ نوشته و تکمیل گردید. با توافق به عمل آمده میان ژول ورن و رئیس بنگاه نشر هتزل، پی یر-ژول اتزل که در آن زمان وظیفهٔ نشر و چاپ آثار وی را بر عهده داشت، قرار بر این شد که این مجموعه با هدف سفرهایی در زمینهٔ ماجراجویی، جغرافیایی، زمین‌شناسی، فیزیک و دانش، گردآوری شود. این مجموعه شامل اندوخته‌ای از فصل‌های دانشنامه‌ای تخیلی و در زمان خودش حاوی علوم مدرن و به واقع مجموعه‌ای کاملاً سرگرم‌کننده بود.
توجه دقیق ورن در بیان جزئیات علمی، چیزهای بی‌اهمیت همراه با حس تعجب و اکتشاف در واقع ستون فقرات این مجموعهٔ جذاب را شکل می‌دهد. بخش‌هایی از این مجموعه مورد تجدیدنظر گسترده قرار گرفت و هدف عمده از این کار پرداختن به موضوع یادگیری و انتقال دانش به خوانندگان در زمینه‌هایی همچون زمین‌شناسی، زیست‌شناسی، اخترشناسی، دیرینه‌شناسی، اقیانوس‌نگاری، مکان‌های عجیب و غریب و معرفی فرهنگ جهان در کشورهای مختلف از طریق قهرمانان کتاب بود. در حقیقت کارهای ورن به دلیل جمع‌آوری و پرداختن به این موضوعات به عنوان یک دائرةالمعارف رمان شناخته می‌شود. اولین کار ورن از مجموعهٔ سفرهای شگفت‌انگیز داستان ماجراهای کاپیتان هاتراس بود که یک سوم از همهٔ رمان‌های او را شامل می‌شود. آثار شکل گرفته در این مجموعه شامل هر دو سبک و تم داستانی و غیر داستانی می‌شود. برخی به شکل آشکار همانند کتاب سفر به مرکز زمین، به گونهٔ علمی تخیلی می‌باشند و برخی همانند بیست هزار فرسنگ زیر دریا، شامل عناصر عاشقانه علمی می‌باشند.

## فهرست رمان‌های مجموعه

### رمان‌های منتشر شده در زمان حیات ژول ورن
پنجاه و چهار رمان اصلی از مجموعه در زمان حیات ژول ورن منتشر شده‌است. اسامی این رمان‌ها، نام رایج انگلیسی، ترجمه فارسی و تاریخ اولین انتشار به صورت کتاب کامل در جدول زیر آورده شده‌است.
| ردیف | سال انتشار | عنوان فارسی                                  | عنوان انگلیسی                                                         | عنوان فرانسوی                                      |
| ---- | ---------- | -------------------------------------------- | --------------------------------------------------------------------- | -------------------------------------------------- |
| ۱    | ۱۸۶۳       | پنج هفته در بالن                             | Five Weeks in a Balloon                                               | Cinq Semaines en ballon                            |
| ۲    | ۱۸۶۶       | ماجراهای کاپیتان هاتراس                      | The Adventures of Captain Hatteras                                    | Voyages et aventures du capitaine Hatteras         |
| ۳    | ۱۸۶۷       | سفر به مرکز زمین                             | Journey to the Center of the Earth                                    | Voyage au centre de la Terre                       |
| ۴    | ۱۸۶۸       | از زمین تا کره ماه                           | From the Earth to the Moon                                            | De la Terre à la Lune                              |
| ۵    | ۱۸۶۷–۶۸    | فرزندان کاپیتان گرانت (فرزندان ناخدا گرانت)  | In Search of the Castaways                                            | Les Enfants du capitaine Grant                     |
| ۶    | ۱۸۷۱       | بیست هزار فرسنگ زیر دریا                     | Twenty Thousand Leagues Under the Sea                                 | Vingt Mille Lieues sous les mers                   |
| ۷    | ۱۸۷۰       | به دور ماه                                   | Around The Moon                                                       | Autour de la lune                                  |
| ۸    | ۱۸۷۱       | شهر شناور                                    | A Floating City                                                       | Une ville flottante                                |
| ۹    | ۱۸۷۲       | ماجراهای آفریقا                              | The Adventures of Three Englishmen and Three Russians in South Africa | Aventures de trois Russes et de trois Anglais mers |
| ۱۰   | ۱۸۷۳       | سوداگران پوست (کشور خزها)                    | The Fur Country                                                       | Le Pays des fourrures                              |
| ۱۱   | ۱۸۷۳       | دور دنیا در هشتاد روز                        | Around the World in Eighty Days                                       | Le Tour du monde en quatre-vingts jours            |
| ۱۲   | ۱۸۷۴–۵     | جزیره اسرارآمیز                              | The Mysterious Island                                                 | L'Île mystérieuse                                  |
| ۱۳   | ۱۸۷۵       | نجات‌یافتگان کشتی شانسلور (کشتی شکستگان)      | The Survivors of the Chancellor                                       | Le Chancellor                                      |
| ۱۴   | ۱۸۷۶       | میشل استروگف                                 | Michael Strogoff                                                      | Michel Strogoff                                    |
| ۱۵   | ۱۸۷۷       | هکتور سرواداک                                | Off on a Comet                                                        | Hector Servadac                                    |
| ۱۶   | ۱۸۷۷       | اسرار معدن ذغال سنگ                          | The Child of the Cavern                                               | Les Indes noires                                   |
| ۱۷   | ۱۸۷۸       | کاپیتان ۱۵ساله                               | Dick Sand, A Captain at Fifteen                                       | Un capitaine de quinze ans                         |
| ۱۸   | ۱۸۷۹       | پانصد میلیون ثروت                            | The Begum's Millions                                                  | Les Cinq Cents Millions de la Bégum                |
| ۱۹   | ۱۸۷۹       | دیوار چین (گرفتاری‌های یک چینی در چین)        | Tribulations of a Chinaman in China                                   | Les Tribulations d'un chinois en Chine             |
| ۲۰   | ۱۸۸۰       | خانه متحرک                                   | The Steam House                                                       | La Maison à vapeur                                 |
| ۲۱   | ۱۸۸۱       | هشتصد فرسنگ در آمازون (جنگل‌های تاریک آمازون) | Eight Hundred Leagues on the Amazon                                   | La Jangada                                         |
| ۲۲   | ۱۸۸۲       | مدرسه رابینسون‌ها                             | Godfrey Morgan                                                        | L'École des Robinsons                              |
| ۲۳   | ۱۸۸۲       | اشعه سبز                                     | The Green Ray                                                         | Le Rayon vert                                      |
| ۲۴   | ۱۸۸۳       | کارابان لجباز (میراث)                        | Kéraban the Inflexible                                                | Kéraban-le-têtu                                    |
| ۲۵   | ۱۸۸۴       | ستاره جنوب                                   | The Vanished Diamond                                                  | L'Étoile du sud                                    |
| ۲۶   | ۱۸۸۴       | جزیره‌ای در آتش                               | The Archipelago on Fire                                               | L'Archipel en feu                                  |
| ۲۷   | ۱۸۸۵       | ماتیاس ساندورف                               | Mathias Sandorf                                                       | Mathias Sandorf                                    |
| ۲۸   | ۱۸۸۶       | بلیت لاتاری جایزه بزرگ (شانس بزرگ)           | The Lottery Ticket                                                    | Un billet de loterie                               |
| ۲۹   | ۱۸۸۶       | روبر فاتح                                    | Robur the Conqueror                                                   | Robur-le-Conquérant                                |
| ۳۰   | ۱۸۸۷       | شمال در برابر جنوب                           | North Against South                                                   | Nord contre Sud                                    |
| ۳۱   | ۱۸۸۷       | پرواز به فرانسه                              | The Flight to France                                                  | Le Chemin de France                                |
| ۳۲   | ۱۸۸۸       | تعطیلات دوساله (آوارگان جزیره)               | Two Years' Vacation                                                   | Deux Ans de vacances                               |
| ۳۳   | ۱۸۸۹       | خانواده ناشناس                               | Family Without a Name                                                 | Famille-sans-nom                                   |
| ۳۴   | ۱۸۸۹       | خرید قطب شمال                                | The Purchase of the North Pole                                        | Sans dessus dessous                                |
| ۳۵   | ۱۸۹۰       | سزار کازابل (آقای سزار)                      | César Cascabel                                                        | César Cascabel                                     |
| ۳۶   | ۱۸۹۱       | گمشدگان اقیانوس                              | Mistress Branican                                                     | Mistress Branican                                  |
| ۳۷   | ۱۸۹۲       | قلعه کارپات‌ها (قلعه مرموز)                   | Carpathian Castle                                                     | Le Château des Carpathes                           |
| ۳۸   | ۱۸۹۲       | کلودیوس بومبارناک                            | Claudius Bombarnac                                                    | Claudius Bombarnac                                 |
| ۳۹   | ۱۸۹۳       | میک بچهٔ سر راهی                              | Foundling Mick                                                        | P’tit-Bonhomme                                     |
| ۴۰   | ۱۸۹۴       | کاپیتان آنتیفر                               | Captain Antifer                                                       | Mirifiques Aventures de Maître Antifer             |
| ۴۱   | ۱۸۹۵       | جزیره شناور                                  | Propeller Island                                                      | L'Île à hélice                                     |
| ۴۲   | ۱۸۹۶       | در برابر پرچم (تونل زیردریایی)               | Facing the Flag                                                       | Face au drapeau                                    |
| ۴۳   | ۱۸۹۶       | کلوویس داردنتور                              | Clovis Dardentor                                                      | Clovis Dardentor                                   |
| ۴۴   | ۱۸۹۷       | اسرار قطب جنوب (ابوالهول یخ‌ها)               | An Antarctic Mystery                                                  | Le Sphinx des glaces                               |
| ۴۵   | ۱۸۹۸       | اورینوکو باشکوه                              | The Mighty Orinoco                                                    | Le Superbe Orénoque                                |
| ۴۶   | ۱۸۹۹       | اراده یک عجیب و غریب                         | The Will of an Eccentric                                              | Le Testament d'un excentrique                      |
| ۴۷   | ۱۹۰۰       | پرچم دورافتاده                               | The Castaways of the Flag                                             | Seconde Patrie                                     |
| ۴۸   | ۱۹۰۱       | روستای هوایی                                 | The Village in the Treetops                                           | Le Village aérien                                  |
| ۴۹   | ۱۹۰۱       | مار دریایی                                   | The Sea Serpent                                                       | Les Histoires de Jean-Marie Cabidoulin             |
| ۵۰   | ۱۹۰۲       | برادران ماجراجو                              | The Kip Brothers                                                      | Les Frères Kip                                     |
| ۵۱   | ۱۹۰۳       | کمک هزینه سفر                                | Traveling Scholarships                                                | Bourses de voyage                                  |
| ۵۲   | ۱۹۰۴       | یک درام در لیوونی (حادثه در لیونی)           | A Drama in Livonia                                                    | Un drame en Livonie                                |
| ۵۳   | ۱۹۰۴       | صاحب جهان (ارباب گیتی)                       | Master of the World                                                   | Maître du monde                                    |
| ۵۴   | ۱۹۰۵       | هجوم دریا (سفر به صحرای اسرارآمیز)           | Invasion of the Sea                                                   | L'Invasion de la mer                               |

### رمان‌هایی منتشر شده پس از مرگ ژول ورن
این رمان‌ها توسط خود ژول ورن نگارش شده بود که پس از مرگش توسط پسرش مایکل ورن ویرایش و منتشر شد.
| ردیف | سال انتشار | عنوان فارسی           | عنوان انگلیسی                      | عنوان فرانسوی                             |
| ---- | ---------- | --------------------- | ---------------------------------- | ----------------------------------------- |
| ۱    | ۱۹۰۵       | فانوس دریایی آخر دنیا | Lighthouse at the End of the World | Le Phare du bout du monde                 |
| ۲    | ۱۹۰۶       | آتشفشان طلا           | The Golden Volcano                 | Le Volcan d’or                            |
| ۳    | ۱۹۰۷       | آژانس مسافرتی تامپسون | The Thompson Travel Agency         | L’Agence Thompson and Co                  |
| ۴    | ۱۹۰۸       | شکار شهاب             | The Chase of the Golden Meteor     | La Chasse au météore                      |
| ۵    | ۱۹۰۸       | ناخدای دانوب          | The Danube Pilot                   | Le Pilote du Danube                       |
| ۶    | ۱۹۰۹       | وارثان آقای جاناتان   | "The Survivors of the "Jonathan"   | Les Naufragés du "Jonathan                |
| ۷    | ۱۹۱۰       |                       | The Secret of Wilhelm Storitz      | Le Secret de Wilhelm Storitz              |
| ۸    | ۱۹۱۹       |                       | The Barsac Mission                 | L’Étonnante Aventure de la mission Barsac |